# Bas Paauwe (senior)
Bastiaan Jacob ("Bas") Paauwe (Rotterdam, 4 oktober 1911 – Hoogvliet, 27 februari 1989) was Nederlands voetballer en voetbaltrainer die van 1929 tot 1947 speelde bij Feijenoord.

## Loopbaan

### Clubvoetbal
Paauwe was een van de twaalf Feyenoord-spelers die op 27 maart 1937 met een vriendschappelijke wedstrijd tegen het Belgische Beerschot het nieuwe stadion De Kuip inwijdden. Gadegeslagen door 37.825 toeschouwers werd het 5-2 voor Feyenoord in de stromende regen.
Middenvelder Paauwe speelde 311 competitiewedstrijden voor Feyenoord en maakte hierin 18 goals.
De wedstrijd van 4 mei 1944 tussen Feyenoord en Sparta op het oude Feyenoordveld leverde een primeur: een strafschop in twee keer. Nadat Bas Paauwe bij een stand van 1–2 de strafschop enkele decimeters naar voren had geschoten, schoot de achter hem aankomende Gerard Kuppen de bal in het doel. Feyenoord won de wedstrijd met 4–3.

### Vertegenwoordigend voetbal
Paauwe kwam 31 keer uit voor het Nederlands elftal, waarin hij één keer scoorde. Zijn debuut voor Oranje maakte hij op 8 mei 1932 in het vriendschappelijke duel Nederland-Ierse Vrijstaat (0–2).

### Trainer
Als trainer was Paauwe onder meer werkzaam bij Maurits (1947/48–1952/53), WVC (1953/54–1954/55), HVC (1955/56–1957/58, 1962/63–1963/64 en 01–12–1972/1973, later als onbezoldigd jeugdtrainer), Ede (1958/59-1959/60), Enschedese Boys (1960/61–1961/62), Wageningen (1964/65–1967/68), VVV (1968/69) en Heerenveen (1969/70–1970/71).

## Erelijst
Feijenoord
| Nationaal     |    |                           |
| Landskampioen | 3x | 1935/36, 1937/38, 1939/40 |
| Holdertbeker  | 2x | 1929/30, 1934/35          |

 Wageningen
| Nationaal      |    |         |
| Tweede divisie | 1x | 1967/68 |

 Heerenveen
| Nationaal      |    |         |
| Tweede divisie | 1x | 1969/70 |

## Trivia
- Hij was de jongere broer van Jaap Paauwe en de vader van Bas Paauwe (junior).
- In de tijd dat Paauwe nog als voetballer actief was, was hij caféhouder. Toen hij trainer werd, verkocht hij zijn café.
- Hij overleed op 77-jarige leeftijd in een verzorgingstehuis in Hoogvliet.